# Svatý Teofil
Svatý Teofil (Bohumil), lat. Theophilus, episcopus Cæsarien je světcem katolické církve, biskup a mučedník.

## Život
Theophilus byl biskupem v Cesareji. Znám je svou účastí na synodě, kde se řešilo datum, kdy se mají slavit Velikonoce. V této souvislosti je uváděn Eusebiem jako jeden z nejvýznamnějších církevních představených.
Snažil se o smíření Efesu s Římem (právě ve věci data slavení Velikonoc). Byl ctnostný, moudrý a zbožný.
Z jeho života víme málo. Dle kusých zpráv zemřel nejspíše na začátku pronásledování křesťanů v době, kdy na císařském trůně seděl Septimius Severus, a to v roce 195.